# James Garner (calciatore)
James David Garner (Birkenhead, 13 marzo 2001) è un calciatore inglese, centrocampista dell'Everton.

## Caratteristiche tecniche
È un mediano con un passato da difensore centrale, elegante e con una buona tecnica di base.

## Carriera

### Club
Cresciuto nel settore giovanile del Manchester Utd, esordì in prima squadra il 27 febbraio 2019 in occasione dell'incontro di Premier League vinto 3-1 contro il Crystal Palace. Il 24 ottobre seguente esordì nelle competizioni europee disputando l'incontro della fase a gironi di Europa League vinto 1-0 contro il Partizan.
Il 18 settembre 2020 passò in prestito al Watford, formazione militante nella Football League Championship, con un contratto valevole fino al termine della stagione. Anche a causa del cambio di allenatore il suo minutaggio si ridusse progressivamente e così il 30 gennaio 2021 prestito fu interrotto. Il giorno stesso si accasò al Nottingham Forest, club militante nuovamente in Football League Championship, fino al termine della stagione.
Al termine della stagione tornò al Manchester United per la preparazione ma successivamente passò nuovamente in prestito al Nottingham Forest. Al termine della stagione la formazione vinse i play-off, venendo così promossa nella Premier League dopo 23 anni.
Il 1º settembre 2022 si trasferisce a titolo definitivo all'Everton.

### Nazionale
Ha giocato nelle nazionali giovanili inglesi Under-17, Under-18 ed Under-19.
Nel 2023 ha vinto gli Europei Under-21.

## Statistiche
Statistiche aggiornate al 19 maggio 2024.

### Presenze e reti nei club
| Stagione                  | Squadra                   | Campionato                | Campionato | Campionato | Coppe nazionali | Coppe nazionali | Coppe nazionali | Coppe continentali | Coppe continentali | Coppe continentali | Altre coppe | Altre coppe | Altre coppe | Totale | Totale | Totale |
| Stagione                  | Squadra                   | Comp                      | Pres       | Reti       | Comp            | Pres            | Reti            | Comp               | Pres               | Reti               | Comp        | Pres        | Reti        | Pres   | Reti   |        |
| ------------------------- | ------------------------- | ------------------------- | ---------- | ---------- | --------------- | --------------- | --------------- | ------------------ | ------------------ | ------------------ | ----------- | ----------- | ----------- | ------ | ------ | ------ |
| 2018-2019                 | Manchester Utd            | PL                        | 1          | 0          | FACup+CdL       | 0               | 0               | UCL                | 0                  | 0                  | -           | -           | -           | 1      | 0      |        |
| 2019-2020                 | Manchester Utd            | PL                        | 1          | 0          | FACup+CdL       | 0+1             | 0               | UEL                | 4                  | 0                  | -           | -           | -           | 6      | 0      |        |
| 2019-2020                 | Manchester Utd U21        | -                         | -          | -          | -               | -               | -               | -                  | -                  | -                  | EFT         | 2           | 1           | 2      | 1      |        |
| lug.-set. 2020            | Manchester Utd U21        | -                         | -          | -          | -               | -               | -               | -                  | -                  | -                  | EFT         | 1           | 0           | 1      | 0      |        |
| Totale Manchester Utd U21 | Totale Manchester Utd U21 | Totale Manchester Utd U21 | -          | -          |                 | -               | -               |                    | -                  | -                  |             | 3           | 1           | 3      | 1      |        |
| 2020-gen. 2021            | Watford                   | FLC                       | 20         | 0          | FACup+CdL       | 0+1             | 0               | -                  | -                  | -                  | -           | -           | -           | 21     | 0      |        |
| feb.-giu. 2021            | Nottingham Forest         | FLC                       | 20         | 4          | FACup+CdL       | -               | -               | -                  | -                  | -                  | -           | -           | -           | 20     | 4      |        |
| ago. 2021-2022            | Nottingham Forest         | FLC                       | 41+3       | 4+0        | FACup+CdL       | 4+1             | 0               | -                  | -                  | -                  | -           | -           | -           | 49     | 4      |        |
| Totale Nottingham Forest  | Totale Nottingham Forest  | Totale Nottingham Forest  | 61+3       | 8+0        |                 | 5               | 0               |                    | -                  | -                  |             | -           | -           | 69     | 8      |        |
| lug.-set. 2022            | Manchester Utd            | PL                        | 0          | 0          | FACup+CdL       | -               | -               | UEL                | -                  | -                  | -           | -           | -           | 6      | 0      |        |
| Totale Manchester Utd     | Totale Manchester Utd     | Totale Manchester Utd     | 2          | 0          |                 | 1               | 0               |                    | 4                  | 0                  |             | -           | -           | 7      | 0      |        |
| set. 2022-2023            | Everton                   | PL                        | 16         | 0          | FACup+CdL       | 0+1             | 0               | -                  | -                  | -                  | -           | -           | -           | 17     | 0      |        |
| 2023-2024                 | Everton                   | PL                        | 37         | 1          | FACup+CdL       | 3+4             | 0+1             | -                  | -                  | -                  | -           | -           | -           | 44     | 2      |        |
| Totale Everton            | Totale Everton            | Totale Everton            | 53         | 1          |                 | 8               | 1               |                    | -                  | -                  |             | -           | -           | 61     | 2      |        |
| Totale carriera           | Totale carriera           | Totale carriera           | 139        | 9          |                 | 15              | 1               |                    | 4                  | 0                  |             | 3           | 1           | 161    | 11     |        |

## Palmarès

### Nazionale
- Campionato d'Europa Under-21: 1

Romania-Georgia 2023

### Individuale
- Squadra del torneo degli Europei Under-21:

Romania-Georgia 2023